# Claudiu Fometescu
Claudiu Fometescu, născut în data de 29 septembrie 1973 la Târgu Jiu, este un jucător profesionist de baschet român (1.88 metri) ce evoluează în prezent pentru formația U-Mobitelco BT Cluj-Napoca în Divizia A (baschet).
Este căsătorit și are 2 copii, Tudor și David.